# Фабріціо Сантафеде
Фабріціо Сантафеде (італ. Fabrizio Santafede; 1560, Неаполь — 1634, Неаполь) — неаполітанський художник зламу XVI–XVII століть.

## Життєпис
Народився в місті Неаполь. Батько, Франческо Сантафеде, був художником. Перші художні навички отримав у батька. Стажувався в майстерні неаполітанського художника Франческо Куріа (1538—1608/1610), потім у Марко даль Піно (1525 — бл. 1587).
З художником Марко Піно виконав замовлення в церкві Сан Джованні деї Фйорентіні у Неаполі. Починав працювати в стилістиці маньєризму. Згодом у творах художника з'явилися реалістичні тенденції й почалась еволюція у бік реалізму.
Фабріціо Сантафеде швидко виборов авторитет в художніх колах у Неаполі і мав велику майстерню. Вівтарні й інші релігійні картини митця ще за його життя розійшлися по храмам у Апулії, Абруццо, Кампаньї і вивозились у Іспанську імперію.
Був відкритий для нових віянь у мистецтві, не пройшов попри творчі знахіди Мікеланджело да Караваджо, навчався на його творах. Відомо, що виконав дві копії композицій Караваджо «Побиття Христа батогами».
Окрім Неаполя виконав замовлення релігійних громад у містах Рим, Болонья, Флоренція, Венеція. Сам купував твори інших художників і заробляв на життя їхнім перепродажами.
Серед учнів Фабріціо Сантафеде — Массімо Станціоне (бл. 1586—1656), Джованні де Грегоріо (1580—1656)
Помер у Неаполі 1634 року.

## Вибрані твори
- «Мадонна з немовлям і святими» , 1580, Монтеолівето
- « Поклоніння пастухів»
- Благовіщення, 1592, Санта-Марія-де-ла-Від, Бургос, Іспанія
- « Папа римський Климент VIII і черниці-кармелітки»
- « Мадонна в славі і Св. Доменіко та Томмазо д'Акіно»
- вівтар « Поклоніння пастухів», Музей Каподімонте, Неаполь

- «Вознесіння Богородиці»
- «Коронування Богородиці», 1602, церква Санта-Марія-ла-Нова
- сім вівтарних образів поряд із вівтарем Караваджо «Сім справ милосердя»
- «Апостол Петро воскрешає Табіта», 1611, церква Піо Монте делла Мізерікордія
- «Христос в домі Марії і Марфи», 1612, церква Піо Монте делла Мізерікордія

## Галерея вибраних творів

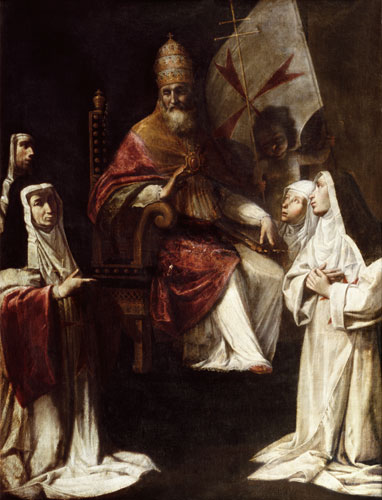
« Папа римський Климент VIII і чорниці-кармелітки»

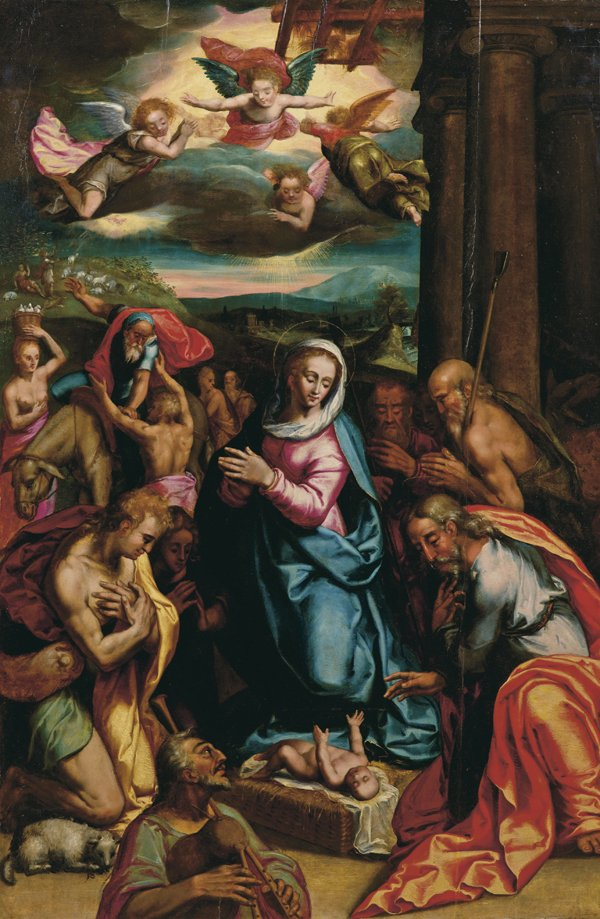
« Поклоніння пастухів»
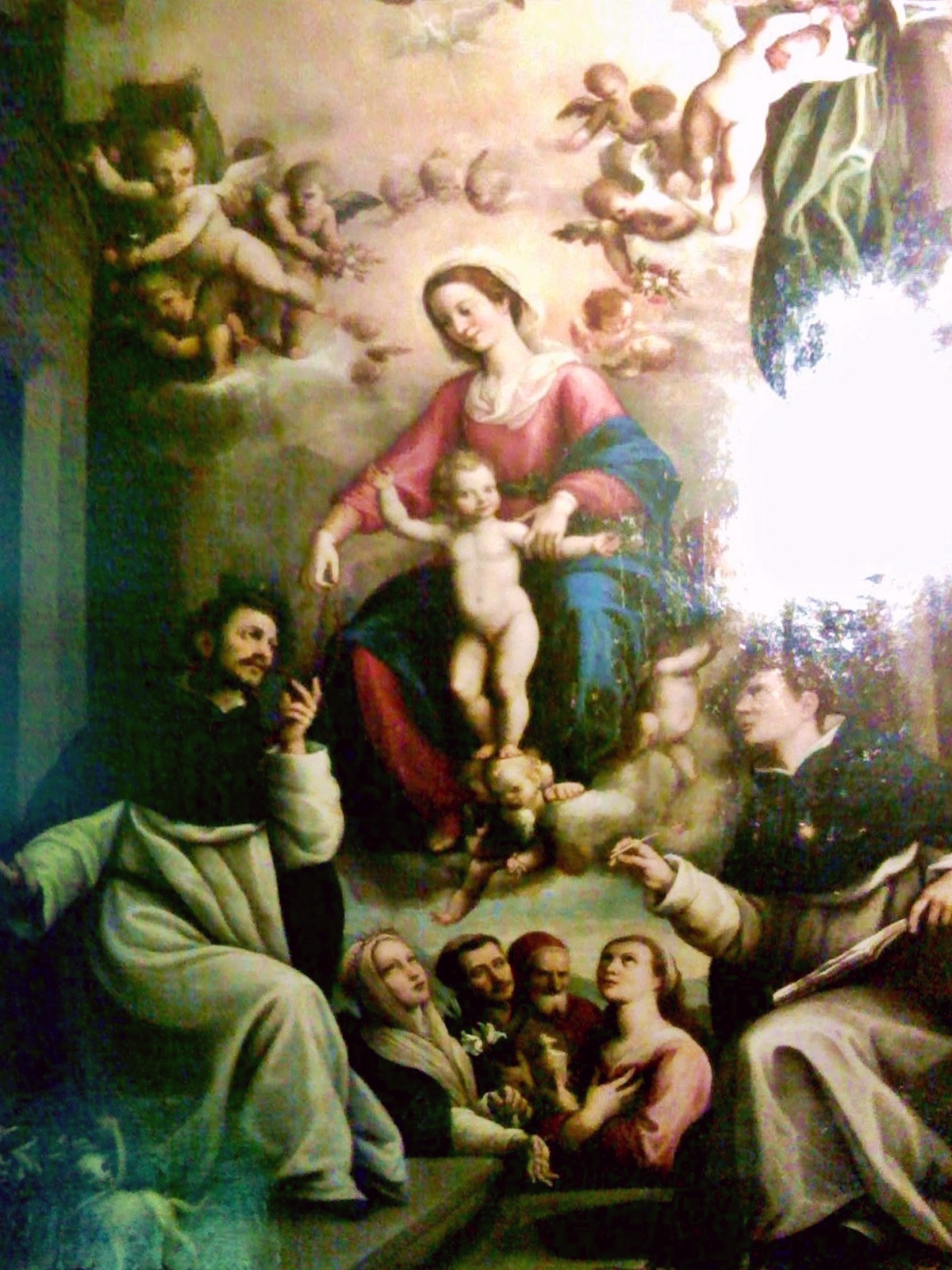
« Мадонна в славі і Св. Доменіко та Томмазо д'Акіно»
* «Христос в домі Марії і Марфи», 1612, церква Піо Монте делла Мізерікордія
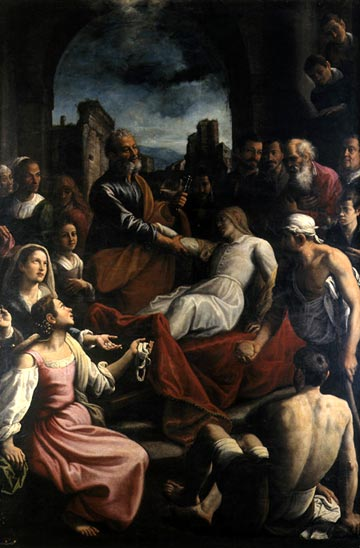
«Апостол Петро воскрешає Табіта», 1611, церква Піо Монте делла Мізерікордія